# Commatica cyanorrhoa
Commatica cyanorrhoa is een vlinder uit de familie van de tastermotten (Gelechiidae). De wetenschappelijke naam van de soort is voor het eerst geldig gepubliceerd in 1914 door Edward Meyrick.